# Лазу (Долж)
Лазу (рум. Lazu) насеље је у Румунији у округу Долж у општини Терпезица. Oпштина се налази на надморској висини од 142 m.

## Становништво
Према подацима из 2002. године у насељу је живело 334 становника, од којих су сви румунске националности.